# Statistische procescontrole
Statistische procesbeheersing (SPC in het Engels) is de toepassing van statistische technieken bij het volgen en beheersen van een proces, bedoeld om er voor te zorgen dat er zo efficiënt mogelijk een zo goed mogelijk product gemaakt wordt. 
Het bekendste gereedschap bij SPC zijn (proces)beheerskaarten, vaak in combinatie met een aantal regels die bepalen hoe er op bepaalde (combinaties van) resultaten gereageerd moet worden. Maar al te vaak wordt gedacht dat die verzameling regels SPC is, maar dat is een misvatting; die regels moeten gebaseerd zijn op het (productie)proces en vormen daarmee dus een onderdeel van de kwaliteitsbeheersing, een resultaat van het SPC proces; een onderdeel dat regelmatige toetsing behoeft.
De meeste beheerskaarten hebben een richtwaarde (target)of doel, een bovengrens (ucl, upper control limit), een ondergrens (lcl, lower control limit) en een verdeling van het gebied tussen ucl en lcl in zes even grote gebieden. Die zes gebieden zijn gebaseerd op de standaarddeviatie; bij een normale verdeling en een beheerst proces zal meer dan 99% van alle testwaarden binnen deze grenzen vallen. De grenzen zijn in principe gebaseerd op de standaarddeviatie maar er kunnen meerdere redenen zijn om met vaste grenswaarden te werken (zoals klantenspecificaties).